# 部百流
部百流，天主教译为颇理约（马耳他语：Publju）是第一位马耳他圣徒，被尊为马耳他首任主教。部百流的归信使马耳他成为西方第一个基督教民族，也是世界最早的基督教民族之一。
根据使徒行传记载，部百流接待了遭遇海难的保罗，而保罗治愈了折磨部百流父亲的痢疾。
“那地附近有些田产是岛长的，这人名叫部百流，他接纳我们，亲切的款待了三天。当时，部百流的父亲患热病和痢疾躺着，保罗进到他那里，祷告并按手在他身上，医好了他。这样一来，岛上其余的病人也来得了医治。他们又多方的尊敬我们，到了开船的时候，还给我们放上所需用的。” - 使徒行传28:7-10  
部百流除了是弗洛里亚纳镇的主保圣人，也是全马耳他的主保圣人之一。
部百流在125年哈德良迫害期间殉道。
他的庆日是1月22日。